# Odlanier Solís
Odlanier Solís Fonte (Havanna, 1980. április 5. –) kubai olimpiai és háromszoros amatőr világbajnok ökölvívó.

## Amatőr eredményei
- 1999-2004-ig nehézsúlyú kubai bajnok.
- 1999-ben aranyérmes a pánamerikai játékokon nehézsúlyban.
- 2001-ben amatőr világbajnok nehézsúlyban. A döntőben a brit David Hayet győzte le.
- 2003-ban aranyérmes a pánamerikai játékokon nehézsúlyban.
- 2003-ban amatőr világbajnok nehézsúlyban. A döntőben az orosz Alekszandr Alekszejevet győzte le.
- 2004-ben olimpiai bajnok nehézsúlyban. A döntőben a fehérorosz Viktar Zujevet győzte le.
- 2005-ben amatőr világbajnok szupernehézsúlyban.

Amatőr mérlege: 227 győzelem, 14 vereség.
Háromszor mérkőzött honfitársával Félix Savónnal, és ebből kétszer le is győzte.

## Profi karrierje
Két másik olimpiai bajnokkal Yuriorkis Gamboával és Yan Barthelemível elhagyta a Venezuelában edzőtáborozó kubai válogatottat és az Amerikai Egyesült Államokba emigrált. Mindhárman leszerződtek a hamburgi Arena Box-Promotionhoz. 2007. április 27-én vívta első profi mérkőzését.
- 13 mérkőzés: 13 győzelem (9 K.O.)